# Haoh Kjöh Tschwen

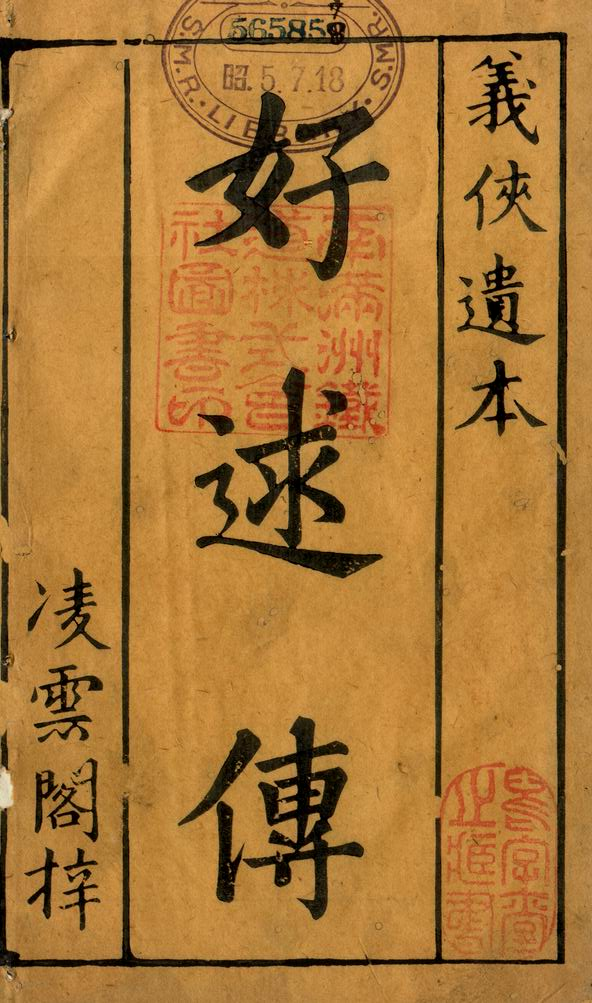
Bucheinband des Romans Hao Qiu Zhuan aus dem 17. Jh.

Haoh Kjöh Tschwen (chinesisch《好逑傳》, Pinyin (Hǎoqiúzhuàn), Unger Haoh Kjöh Tschwen) ist der Titel eines chinesischen caizi jiaren-Romans aus der späten Ming- bzw. der frühen Qing-Zeit. Kuhn übersetzt den Titel mit Geschichte einer glücklichen Gattenwahl. Das Werk zählt zu den Schi tsai tse schu, d. h. den zehn Meisterbüchern der chinesischen schönen Literatur, der Lieblingslektüre der Chinesen, und gibt neben der Abenteuerhandlung und Liebesintrige einen Einblick in das Wertesystem und die in ihren Pro-domo-Strategien miteinander vernetzten Beamtenhierarchien im chinesischen Reich des 17. Jhs.
Ins Deutsche übertragen wurde der Roman von Christoph Gottlieb von Murr und von Franz Kuhn.

## Inhalt
Der Roman ist in 18 Kapitel unterteilt, die jeweils mit Spruchweisheiten bzw. die Handlung zusammenfassenden oder vorausdeutenden Kommentaren, meist in Versen, eingerahmt und untergliedert sind. Wie in einem Stationenroman werden einzelne Episoden mit z. T. schwankhaften Passagen geschildert, in denen die Protagonisten in tapferen Kämpfen oder schlauen Gegenstrategien über ihre einflussreichen intriganten Gegner siegen.
Die beiden ersten Kapitel erzählen, wie der junge Akademiker Tiä Tschung Yü, in Kuhns Übersetzung Edeljaspis genannt, ein Mädchen aus der Gewalt eines Grafen befreit.

### Erstes Kapitel
Den Helden der Stadt, den Phönix der Provinz, jammert das bittere Geschick zweier Liebender
Tiä Tschung Yü oder Edeljaspis, ein 16-jähriger Akademiker, Doktor dritten Grades, ist äußerlich und innerlich von der Natur vorzüglich ausgestattet. Er erweitert seine Bildung zurückgezogen von der Gesellschaft im Hause seiner Eltern in Ta ming fu in Nord-Tschili, während sein Vater Tiä Ying, Doktor ersten Grades und bekannt für sein offenes Wort, als Zensor an den Hof des Kaisers in Peking berufen wird. Bei seiner Lektüre stößt der Sohn auf eine Episode, in der ein treuer Beamter seinen Herrscher warnte und für seinen Freimut den Tod erleiden musste. Edeljaspis denkt sofort an seinen oft eigensinnigen und direkten Vater und sieht ihn in einer ähnlichen Gefahr. Deshalb reist er in die Hauptstadt, um den Zensor zur Zurückhaltung und zu diplomatischem Geschick zu bewegen. Bei einer Übernachtung in einer Herberge bei Weh tsun erfährt er vom tragischen Geschick der Familie Weh, dessen akademisch ausgebildeter Sohn Peh mit der Tochter eines älteren Studiengenossen verlobt ist. Dieses Mädchen wird wegen seiner Schönheit von dem einflussreichen Grafen von Ta Kwai begehrt. Als dessen Werbung, sie zu seiner Nebenfrau zu machen, von ihrem Vater Han Yüan, Doktor dritten Grades, abgelehnt wird, verschleppt er das Mädchen und hält es auf einem Lustschloss außerhalb der Stadtmauer gefangen. Edeljaspis spricht mit Weh Peh und übernimmt die Aufgabe, dessen Bericht und sein Gesuch durch seinen Vater am kaiserlichen Hof vortragen zu lassen.

### Zweites Kapitel
Eine Hand greift in die Höhle des Tigers und holt glücklich die geraubte Perle heraus
Im Amtshof des Zensors in Peking angelangt, erzählt ihm seine Mutter von der Amtsenthebung und Verhaftung seines Vaters, der wegen seines Diensteifers in Schwierigkeiten geraten ist, als er dem Akademiker Han Yüan helfen wollte, den Entführer seiner Tochter, den Grafen Ta Kwai, beim Thron anzuklagen. Der Räuber erfuhr jedoch davon und verschleppte die Eltern ebenfalls, entzog dem Justizministerium somit die Zeugen und beschuldigte den Zensor der Verleumdung. Edeljaspis kann nun den Beweis liefern, und er bespricht mit seinem Vater die Strategie: Mit der Eingabeschrift Weh Pehs beantragt dieser die Verhaftung des Raubgrafen. Um diesen an der Flucht und Beseitigung der Zeugen zu hindern, besetzt Edeljaspis inzwischen das Schloss, befreit die Gefangenen und hält Ta Kwai bis zum Eintreffen des Zensors fest. Mit diesem Erfolg ist Tiä Ying rehabilitiert und wird befördert, Weh Peh heiratet seine Braut und Edeljaspis wird in der Stadt als Held gefeiert.
Die Handlung wechselt im dritten Kapitel nach Schantung in die Kreisstadt Li tschong (Bezirk Tsi nan fu) zu den Häusern des gebildeten, fleißigen und wohlhabenden Vizepräsidenten im Kriegsministerium Schui Kü J und seines leseunkundigen, verschwenderischen und verschuldeten Bruders Schui Yün.

### Drittes Kapitel
Fräulein Eisherz pflanzt keck eine Blume um
Kü hat eine einzige kluge und schöne Tochter: Ping Hsin, in Kuhns Übersetzung Eisherz genannt, Yün dagegen drei Söhne und eine hässliche Tochter Siang Ku. Als Kü wegen militärischer Misserfolge eines Günstlings in die Grenzprovinz strafversetzt wird, will der Bruder die Familienresidenz allein besitzen und nutzt seine Position als Vormund aus, die Nichte zu verheiraten, und zwar mit dem hartnäckigen und einflussreichen Bewerber Kuo Ki Tsu. Er ist der windige Sohn des kaiserlichen Großsekretärs, der Chancen hat, Kanzler zu werden und dann seine Familie und Freunde zu protegieren. Er weiß den Kreisvorsitzenden, den Mandarin Pao, und den Präfekten auf seiner Seite. Eisherz möchte Kuo nicht heiraten, stimmt zwar zu, überredet aber den Onkel, die Geburtsdokumente mit den acht astronomischen Zeichen zu überbringen und die Werbegeschenke der Familie des Bräutigams als stellvertretender Vater in seinem Haus entgegenzunehmen und aufzubewahren. Sie hat jedoch die Zeichen ihrer Cousine Siang Ku, der Duftigen, auf die Karte geschrieben und damit diese zum Ziel der Werbung gemacht. Als sie dies dem Onkel am Hochzeitstag klarmacht, sitzt dieser in der Falle, muss auf die Täuschung eingehen und anstelle der Nichte seine Tochter in der verschlossenen „Freudensänfte“ zum Haus des Bräutigams tragen lassen. Siang Ku wird von Eisherz auf das Treffen vorbereitet und instruiert, wie sie sich verhalten soll, dass Kuo bis zur Hochzeitsnacht und dem Vollzug der Ehe nichts bemerkt und dass sie sich dann am Tag danach unwissend stellen und bei schlechter Behandlung mit Selbstmord drohen soll.

### Viertes Kapitel
Herr Kuo sinnbetört, hascht nach dem Mond
Als Kuo den Betrug nach dem Hochzeitsrausch bemerkt und bei dem Präfekten anzeigen will, sieht dieser keinen formalen Gesetzesverstoß der schlauen Ping Hsin und gibt ihm die Schuld wegen seiner geringen Lesekundigkeit und mangelnden Überprüfung der Dokumente. Aber die beiden setzen gemeinsam Schui Yün unter Druck, eine Lösung zu finden. Dieser entwickelt nacheinander zwei Pläne, mit List Eisherz als zweite Frau in die Ehe zu zwingen. Doch diese entdeckt jeweils die Gefahren und entkommt. Das erste Mal lädt ihre Cousine sie zum zwölften Tag nach der Hochzeitsfeier ein. Dort angelangt soll sie durch die mit ihren astronomischen Zeichen veränderte Karte als Beweis ihrer Einwilligung zur Ehe gezwungen werden. Doch vor Kuos Haus wird sie durch den aufwändigen musikalischen Empfang misstrauisch und kehrt um. Das zweite Mal plant man ihre Entführung am Todestag ihrer Mutter nach der Zeremonie am Grab auf dem südlichen Pachthof. Als sie von einem Pagodenturm aus verdächtige Gestalten vor dem Gelände bemerkt, reist sie schnell in der kleinen Sänfte einer ihrer Zofen zurück, während die Räuber ihre eigene große, die sie mit einem verkleideten Stein beschweren ließ, überfallen und zu Kuo bringen.
Im 5. Kp. werden die Handlungsstränge von Edeljaspis und Eisherz zusammengeführt und im 8. Kp. wieder getrennt.

### Fünftes Kapitel
Der Hüter des Rechts versetzt eine  Gerichtshalle in Aufruhr und stürzt sich, indem er einer Unglücklichen hilft, selber ins Ungemach
Nach der erneuten Niederlage rät Kuos Freund Tschong Ki zu einer anderen List. Eine Delegation starker Männer überbringt Eisherz die falsche Nachricht von der Begnadigung ihres Vaters, erhält so Einlass ins Haus und zwingt sie, in eine Sänfte zu steigen, um angeblich vor dem Kreisvorsteher den Heiratsanspruch Kuos prüfen zu lassen. Doch der Tross strebt eilig Kuos Residenz an und stößt unterwegs mit dem zufällig entgegenkommenden Edeljaspis zusammen. Eisherz ruft um Hilfe und ihr Retter zwingt Tschon Ki mit den Sänftenträgern zur Untersuchung der Angelegenheit in den Amtshof umzukehren. Edeljaspis ist von dem Mädchen fasziniert und setzt den Mandarin, der seine Heldentaten und seinen Ruhm in der Hauptstadt kennt, mit dem Hinweis, dass das Begnadigungsdokument gefälscht ist, unter Druck, Eisherz nach Hause zu entlassen. Der Beamte beichtet ihm die Hintergründe der Machenschaften, erklärt ihm die Machtstrukturen, spielt den Reuigen, bewirtet ihn und bietet ihm ein Nachtquartier im nahen Buddhatempel an. Dies ist jedoch ein Hinterhalt. Die Verschwörer treffen sich beim Präfekten und Tschong Ki plant das weitere Vorgehen gegen Edeljaspis. Der Gast wird weiterhin durch Einladungen an der Abreise gehindert und vom Bonzen Tu Siu mit vergifteten Speisen in steigernder Dosierung bewirtet.

### Sechstes Kapitel
Des Geredes der Leute nicht achtend, bettet sie ihn aufs Krankenlager und vergilt Güte mit Güte
Eisherz wird misstrauisch über den langen Aufenthalt ihres Beschützers. Nachdem dieser nicht wie angekündigt abgereist ist, lässt sie seine Unterkunft beobachten und ihn, nachdem sein Gesundheitszustand sich dramatisch verschlechtert, heimlich mit einer Sänfte in ihr Haus transportieren und dort gesund pflegen. Ihr von Kuo abhängiger Onkel erfährt jedoch von dem neuen Gast und kritisiert seine Nichte wegen sittenwidrigen Verhaltens, als Mädchen ohne Vormund mit einem fremden Mann zusammenzuleben. Sie verteidigt in einem langen an der Lehre des Konfuzius orientierten Plädoyer ihre Hilfsbereitschaft mit dem Verweis auf die höhere Ethik, die über den gesellschaftlichen Normen steht, wenn es um ein Menschenleben geht: „Als […] fremde Bosheit Anschläge gegen mich ersann, als die Fälschung des Edikts, als meine Entführung ins Werk gesetzt wurde, wo blieb da das Gesetz, die Kritik der Nachbarschaft, der Schutz der Blutsverwandten? An wen durfte ich mich wenden, wenn es streng nach der Form ging? Und in diesem Augenblick höchster Gefahr, da ich mehr tot als lebendig war, mich bereits das Zähnefletschen meiner Feinde umdrohte, hätte ich nicht das allertiefste Dankgefühl gegen meinen Retter empfinden sollen?“

### Siebentes Kapitel
Am fünften Abend entbietet sie ihm arglos den Willkommenstrank
Nach Kuos Anzeige beim Kreisvorsteher lässt dieser, wie bereits zuvor Kuo, die beiden überwachen und der Spion berichtet ihm, dass sie keinen körperlichen Kontakt haben, sich nur durch einen Vorhang unterhalten und nur formvollendete edle Gespräche führen. Auch in diesen Unterhaltungen zeigt sich Eisherz dem regelangepassten Edeljaspis gegenüber als souverän in der Setzung der Lebensschwerpunkte, indem sie ihn von seiner Bildungswanderschaft abrät: „Auf der Suche nach der Ferne überseht nicht das Nahe! Vertraut lieber Eurem Ich als den anderen! […] Wozu dieses Wandern ans Ende der Welt in frostiger Einsamkeit, um das Lob von Leuten zu gewinnen, deren Bekanntschaft Ihr nicht suchtet? Wenn Ihr aber reist, um Feindschaften zu entgehen, nun, wer mit sich selbst nicht im reinen ist, findet überall Feinde.“

### Achtes Kapitel
Ein unbedachtes Wort treibt ihn zu jähem Aufbruch
Nach der Genesung Edeljaspis‘ und seinem ehrenhaften Verhalten in der Residenz Schui wechselt der Kreisvorsitzende die Seiten und schlägt nun die Heirat der beiden vor. Ihr Onkel verspricht sich auch Vorteile davon, wenn die Nichte das Haus verlässt und zu ihrem Ehemann zieht. Doch Eisherz reagiert auf seinen Vorschlag ablehnend, weil in ihrem Fall vor ihrer außergewöhnlichen Bekanntschaft nicht die offizielle Werbeform über die Eltern eingehalten wurde. Edeljaspis stimmt dem zu. Er ist zudem beleidigt über die Verletzung der Ehre, wenn in der Öffentlichkeit der Verdacht einer nachträglichen Legitimierung einer unkonventionellen Liebesaffäre aufkäme, und verlässt erzürnt das Haus. Auch der Bonze und der Mandarin, die sich nach ihren Reuebekundungen von einer Versöhnung viel versprochen haben, können ihn durch ihre Einladungen von der Abreise nicht abhalten.
Mit einem Proviantpäckchen einigen Münzen von Eisherz versorgt und bekleidet von seinem Diener Siao Tan reitet er auf einem Maulesel nach dem Dorf Tung tschen. Auf dem Weg wird er zum dritten Mal in eine Entführungsgeschichte verwickelt. Diesmal begegnet ihm Pfirsichzweig, die junge Nebenfrau des reichen Gutsbesitzer Li, die mit ihrem Begleiter Hsüan Yin auf der Flucht vor ihrem alten Mann ist. Nachdem Edeljaspis den vermeintlichen Entführer vertrieben hat, bittet Pfirsichzweig ihn, nicht zurückgebracht zu werden, sondern ihn begleiten zu dürfen. Kurz darauf werden sie von Li und seinem Gefolge aufgehalten und vor den Dorfschulzen geschleppt. Edeljaspis beteuert seine Unschuld. Eine Gerichtsverhandlung soll den Fall klären. Bis dahin erhält er Hausarrest bei Herrn Li.

### Neuntes Kapitel
Umsonst versucht er sie mit falschem Spuk zu schrecken. Sie, schön und klar wie Vollmond prustet vor Lachen
Li möchte die Gesinnung seines Angeklagten überprüfen und schickt seine Nebenfrau nachts in sein Zimmer, um ihn zu verführen. Dabei belauscht er sie und muss erkennen, dass sein Gefangener nicht auf ihr Angebot eingeht. Er ist jetzt von seiner Unschuld überzeugt, doch kann er das Tribunal beim Provinzgouverneur nicht mehr verhindern. Dort rächt sich Pfirsichzweig für die Zurückweisung und beschuldigt Edeljaspis der Entführung. Doch der zufällig anwesende Kreisvorsitzende Pao aus Li tschong berichtet von dem Edelmut des Angeklagten, und es stellt sich heraus, dass die junge Frau ein Verhältnis mit dem Enkel ihres Mannes hatte und mit diesem fliehen wollte. Edeljaspis kehrt nach seinem Freispruch nach Ta ming fu in sein Elternhaus zurück.
In Li tschong wird die Geschichte vom angeblichen Frauenräuber Edeljaspis bekannt. Eisherz glaubt den Gerüchten nicht, aber Kuo, der immer noch nicht seine Hoffnung aufgegeben hat, schreibt ein verleumdendes Spottgedicht über den Rivalen, das er von Schui Yün dessen Nichte überbringen lässt.
In den Kapiteln 10–14 versucht Kuo in Li tschong und dann in Peking mit immer neuen Strategien Eisherz zur Ehe zu zwingen, was durch Edeljaspis verhindert wird.

### Zehntes Kapitel
Sie fügt sich zum Schein und versetzt den Oberrichter in Schrecken
Eisherz durchschaut das Pamphlet sofort als Kuos Machwerk und lacht darüber. Dieser nutzt darauf die Verbindung seines Vaters zum neuen Oberrichter Fong Ying als Druckmittel, indem er diesem vorträgt, das Mädchen habe bei seiner Werbungen gegen die Regeln verstoßen und er habe durch seine Geschenke Anspruch auf sie. Darauf ordnet Fong Ying die Heirat an. Außerdem soll Kuo als Adoptivsohn in das Haus Schui aufgenommen werden, da der verbannte Vizepräsident keinen Sohn habe. Eisherz spielt die Gehorsame, schickt zugleich einen Boten mit einem Beschwerdebrief über den Machtmissbrauch an den kaiserlichen Hof, informiert den Oberrichter am Tag, an dem er die Klageschriften der Bürger entgegennimmt, über das falsche Spiel Kuos, setzt ihn mit ihrer Anzeige, die auf dem Weg zum Kaiser ist, unter Druck und droht, sich vor seinen Augen zu erstechen. Aus Angst vor einer kaiserlichen Untersuchung nimmt er seine Anordnungen zurück.

### Elftes Kapitel
Glut in Herz und Eingeweiden, findet er keine Ruhe und scheut nicht die Mühsal einer Reise von tausend LI
Kuo gibt seine Hoffnung nicht auf und will diesmal von Eisherz‘ Vater die Erlaubnis einholen. Deshalb schickt er seinen Freund Tschong Ki zuerst nach Peking zum Großsekretär und dann, wenn dieser zustimmt, mit dem Werbeschreiben zum in die Grenzregion verbannten Schui Kü.
Zeitgleich besucht Edeljaspis seine Eltern in Peking. Dort trifft er Eisherz‘ Hausvogt Nützlich mit der Klageschrift seiner Herrin. Dieser berichtet ihm von deren Zwangslage, in die sie der Oberrichter gebracht hat. Edeljaspis reist sogleich nach Li tschong, um dem Mädchen beizustehen. Dort angelangt erfährt er, dass sich die Situation geklärt hat, und da keine Gefahr mehr für Eisherz besteht, will er, ohne bei ihr vorzusprechen, wieder heimkehren. Doch Kuo und Schui Yün wollen ihn in eine Falle locken und von ihrem Trupp verprügeln lassen. Sie schicken in seine Herberge einen angeblichen Boten Eisherz‘, der ihn zu einer geheimen Unterredung mit ihr bittet. Doch Edeljaspis weiß, dass das Mädchen nie in dieser Weise gegen die gesellschaftlichen Regeln verstoßen würde, und zwingt den Burschen, ihm die Intrige zu gestehen.

### Zwölftes Kapitel
Kalten Auges wirft er die Festtafel um und vollzieht den Bruch
Im nächsten Übertölpelungsversuch überredet Schui Yün seine Nichte, Edeljaspis aus Dankbarkeit für seine lange Reise in ihr Haus einzuladen. Sie geht auf den Vorschlag ein, weil sie weiß, dass er aus Ehrgefühl ablehnen wird. Zugleich lässt sie ihn durch ihren Hausvogt Nützlich über die Hintergründe informieren, und Edeljasis sagt höflich ab. Darauf versucht Kuo einen weiteren Trick. Er bittet den Rivalen zu einem Festmahl in sein Haus. Edeljaspis ahnt nichts Gutes, plant seine Abreise und macht, um die Regeln einzuhalten, einen formellen Besuch. Er gerät jedoch in die Falle, denn nach Kuos Arrangement treffen nacheinander Freunde des Gastgebers ein, und er muss eine Reihe von Höflichkeitstrünken bewältigen, die er diesen Söhnen einflussreicher Beamter nicht verwehren kann. Als er schließlich halbtrunken die Zeremonie abbricht, kommt es unter dem Vorwand der Beleidigung zur geplanten Auseinandersetzung, die Edeljaspis jedoch übersteht, indem er einen der Gegner in den festen Griff bekommt und ihn als Geisel zwingt, ihn aus dem Haus zu bringen. Eisherz hat dies vorhergesehen und ihm ein Pferd bereitgestellt, mit dem er nach Tung tschang fu reitet, wo der Oberrichter Fong Ying gerade Audienz für Kläger hält. So kann er den Vorfall anzeigen, bevor Kuo mit seinen Verleumdungen eintrifft.

### Dreizehntes Kapitel
Entrüstet weist er den Verlöbnisantrag zurück und setzt sich vermehrter Tücke aus
Kuo versucht zuerst mit seiner Gefolgschaft Edeljaspis zu verfolgen und festzuhalten. Dieser ist jedoch schon abgereist. Auch die Anzeige wegen Umsturzes beim Oberrichter ist nicht erfolgreich, da dieser bereits informiert ist und den von Kuo als Zeugen benannten Schui Yün unter Folterandrohung zwingt, die Wahrheit zu gestehen.
In seiner nächsten Aktion hofft Kuo auf die Unterstützung seines Vaters in Peking. Dieser setzt ein Werbeschreiben auf und schickt Tschong Ki damit zu Eisherz‘ Vater in die Grenzprovinz. Schui Kü hat Kuo und seinen Sohn in unangenehmer Erinnerung, er versucht aber einer sie kränkenden Ablehnung des Antrags auszuweichen: Durch seine Verbannung und die drohende Todesstrafe sei seine Familie der des Großsekretärs nicht ebenbürtig und er wolle seiner einzigen Tochter und Erbin die Entscheidung überlassen. Aber diese Erklärung wird nicht akzeptiert und der von Kuo beeinflusste Grenzkommandant warnt ihn vor Nachteilen. Auch dies kann ihn nicht umstimmen. Darauf setzt man die Drohung um: Wegen weiterer militärischer Misserfolge soll der ein Jahr zurückliegende Fall des Generals Hou Siao, in den er involviert ist, in Peking neu aufgerollt werden. Dieser hatte auf Empfehlung Schui Küs, damals Vizepräsidenten im Kriegsministerium, das Kommando über einen bedrohten Abschnitt erhalten. Hous Vorgesetzter, sein Oberbefehlshaber, war über eine Respektlosigkeit ihm gegenüber beleidigt und zog aus Rache Truppenteile ab, so dass Hou Siao der Übermacht der Feinde nicht gewachsen war, unterlag und mit Kerker dafür bestraft wurde.

### Vierzehntes Kapitel
Ritterlich setzt er für einen anderen sein Leben ein
Edeljaspis erfährt in Peking von dem Verfahren gegen Hou Siao, bei dem dieser zum Tod verurteilt werden soll. Er bürgt mit seinem eigenen Leben für den General und setzt sich dafür ein, dass dieser sich in einem neuen Kommando im Grenzkrieg bewähren darf. Dies gelingt ihm. Er wird darauf zum Oberbefehlshaber befördert und sein Fürsprecher Schui Kü darf in die Hauptstadt zurückkehren und wird zum Kriegsminister ernannt. Er ist vom mutigen Edeljaspis so begeistert, dass er ihn zum Schwiegersohn haben möchte und vereinbart mit dessen Vater, dem Zensor Tiä Ying, die Ehe der Kinder. Edeljaspis bringt wieder den, von den Eltern wegen der Ausnahmesituation belächelten, Regelverstoß der zufälligen Bekanntschaft als formalen Ablehnungsgrund vor.
In den Kapiteln 15–18 versucht sich Kuo für seine Niederlage zu rächen und zusammen mit dem Eunuchen die Verbindung zwischen Edeljaspis und Eisherz zu trennen.

### Fünfzehntes Kapitel
Durften sie dem nachtrüglichen Gebot von Vater und Mutter trotzen?
Tschong Ki und Kuo planen nun aus Rache eine neue Intrige und gewinnen dafür zwei am Kaiserhof einflussreiche Personen: der Graf von Ta Kwai soll um Eisherz und der Obereunuch Tschou für seine Nichte um Edeljaspis werben. Um diesen von den Machtpositionen her ehrenvollen Werbungen zuvorzukommen, stimmen Edeljaspis und Eisherz ihrer offiziellen Verheiratung zu, allerdings nur unter der Bedingung, dass sie in der Pekinger Residenz ihres Vaters wohnen, aber nicht ehelich zusammenleben. Edeljaspis hat inzwischen seine Prüfungen zum Doktor ersten Grades mit summa cum laude bestanden und ist zum Sekretär der Hanlin-Akademie befördert worden.

### Sechzehntes Kapitel
Der Herrliche gerät in die Schlinge eines verruchten Sklaven, und es wird ihm schwer gemacht, die heilige Lehre zu wahren
In Peking geht das Gerücht um, die Ehe sei nur zum Schein abgeschlossen worden und werde nicht praktiziert. Mit dieser Information will der Obereunuch Tschou gegen Edeljaspis operieren. Er lockt ihn unter dem Vorwand, der Kaiser habe ihn gebeten, zu zwei Lieblingsgemälden Gedichte zu verfassen, in sein Haus. Dort erklärt er ihm, er habe mit seinem Vater die Ehe mit seiner Nichte vereinbart. Die auf dem Bild dargestellte Kalykanthusblüte habe den gleichen Namen „meh“ wie der des Heiratsmittlers und Edeljaspis habe mit der Erfüllung des Auftrags die Symbolik akzeptiert und damit automatisch der Werbung zugestimmt. Da dieser widerspricht, wird der als Gast anwesende Großsekretär Kuo als Schiedsrichter ernannt, und dieser gibt, wie vorher vereinbart, dem Eunuchen Recht. Edeljaspis bemerkt jetzt den Hinterhalt und versucht eine Verzögerungstaktik: Er will erst das Gedicht zum zweiten Bild schreiben, bevor er weiter verhandelt. Der Gastgeber führt ihn ins Obergeschoss und schließt ihn dort ein. Anstelle des Gemäldes trifft er auf die vorbereitete, für den Bräutigam festlich geschmückte Nichte. Eine Dienerin teilt ihm mit, mit seinem für Fremde verbotenen Eintritt ins Frauengemach sei er zur Heirat bereit. Aus dieser prekären Lage wird er durch einen Botschafter des Kaisers befreit, der ihn zum Bankett für den siegreichen General Hou Siao lädt. So muss ihn der Eunuch aus seinem Haus abziehen lassen.

### Siebzehntes Kapitel
Verborgene Gefühle werden entdeckt, und echte Seelengröße tut sich auf
Um weiteren Gerüchten einer Scheinehe zu entgehen, veranstalten Tiä Ying und Schui Kü für ihre Kinder ein zweites Hochzeitsfest, und beide ziehen nun, wie es der Brauch fordert, in das väterliche Haus. Sie leben aber weiterhin enthaltsam, um für eine eventuelle Untersuchung ihrer vorehelichen Beziehung nicht den Beweis von Eisherz‘ Jungfernschaft zu vernichten. Einen solche Plan verfolgen nämlich Tschou und Kuo: Edeljaspis und Eisherz sollen denunziert werden, unter Vortäuschung einer Erkrankung und Pflege des jungen Mannes im Haus des Mädchens Geschlechtsverkehr gehabt zu haben. Für diese Klage nutzen sie ihr Beziehungsnetz: Der Zensor Wan O setzt ein entsprechendes Schreiben auf und reicht es beim Obersekretariat ein. Als man dort wegen Verjährung keinen Anlass für eine Untersuchung sieht, dringt der Obereunuch auf die Weitergabe an den Kaiser, und der Herrscher ordnet eine Untersuchung des Ministeriums der Riten an. Der Amtsweg läuft über den Gouverneur von Schantung zum neuen Kreisvorsteher Weh Peh in Li tschong, dem Kuo mit einem Bestechungsgeld seine Wünsche mitteilt. Dieser ist jedoch Edeljaspis wegen der Befreiung seiner Braut (2. Kap.) dankbar und befragt seine Beamten und den Bonzen, die ihm die wahren Vorgänge und die Intrigen des jungen Kuo mitteilen. Entsprechend verfasst er seinen Bericht, den der Minister der Riten jedoch dem mitbetroffenen und parteiischen Großsekretär Kuo zu lesen gibt. Der will den weiteren Verlauf aufhalten und startet einen Gegenangriff, indem er über den Zensor Wan O den Kreisvorsteher Weh Peh der Unfähigkeit und Bestechlichkeit vor dem Thron anklagen lässt. Darauf wird eine neue Untersuchung durch den Gouverneur von Schantung angeordnet. Dieser durchschaut die Hintergrundbeziehungen und rät Weh Peh, den Fall sogleich persönlich in Peking vorzutragen und die Zeugen gleich mitzunehmen. In der Hauptstadt angekommen, beantragt er beim Justizministerium eine Disziplinaruntersuchung gegen sich. Da er in öffentlicher Verhandlung die Fakten vorlegt, kann der Justizminister sie nicht unterdrücken und muss die Akten gemeinsam mit denen des Ministers der Riten dem Kaiser vorlegen. Dieser lädt alle Beteiligten vor, um die unterschiedlichen Versionen zu hören.

### Achtzehntes Kapitel
Strahlend wie makelloser Diamant gingen sie aus der Prüfung hervor. Vollbracht ist das Werk der glorreichen Lehre und zu Ende die einfältige ‚Geschichte einer glücklichen Gattenwahl’
Der als „Himmelssohn“ bezeichnete Kaiser prüft alle Berichte und verhört die Zeugen. Dann ruft er alle Beteiligten und hohen Würdenträger zur Mittagsaudienz zusammen und befragt die Beschuldigten, deren tugendhaftes Verhalten ihm zwar gefällt, aber als fast übermenschlich erscheint. Deshalb ordnet er eine gynäkologische Untersuchung Eisherz‘ vor seiner „erhabenen Mutter“ an, welche die Jungfräulichkeit des Mädchens bestätigt. Der Kaiser lobt sie nun nach diesem endgültigen Beweis vor allen Versammelten als Muster der erhabenen Lehre. „Wahrlich, sie sind zwei Edle im Sinne der ‚glücklichen Gattenwahl’ des alten Schi king“. Es folgen Lob und Beförderung Edeljaspis‘ und seiner Unterstützer sowie Tadel und Abstufung der Intriganten. Die Audienz endet mit großem Applaus für das vorbildliche Paar, das anschließend zu Hause im bräutlichen Gemach die echte Hochzeitszeremonie vollzieht, in der sie „vereint auf Flügeln der Wonne dahinschweb[-]en. Und es gesch[ieht] in Ehren.“

## Einordnung und Rezeption
Haoh Kjöh Tschwen ist der erste und für ein halbes Jahrhundert der einzige chinesische Roman, der in europäische Sprachen übersetzt wurde. 1761 veröffentlichte ihn der Verleger Thomas Percy in London unter dem Titel Hau Kiou Choaan, or the pleasing History. Aus dem Englischen wurde der Roman dann ins Deutsche, Französische und Holländische übersetzt.
Nach Percys Angaben übertrug der Kaufmann James Wilkinson den Text ins Englische. Sein Manuskript wurde bei Dokumenten der Ostindien-Kompanie gefunden. Einige Literaturkritiker vermuteten jedoch einen Verkaufstrick mit Nutzung der China-Begeisterung vieler Europäer und bezweifelten, dass es ein chinesisches Original gebe. Erst 1810 konnte diese Frage geklärt werden: Die Identität des Autors und das genaue Veröffentlichungsdatum sind nicht bekannt. Die erste Publikation stammt möglicherweise aus dem Jahr 1683. Nach 1712 erhielt die Geschichte den Untertitel Xiayi fengyue zhuan (Eine Geschichte von Ritterlichkeit und Liebe).
In China war das Werk bei den konservativen, auf strikter Einhaltung gesellschaftlicher Regeln bedachten Konfuzianern wegen des emanzipierten Frauenbildes nicht unumstritten und deshalb noch im 19. Jh. in einzelnen Provinzen verboten. Nach James St. Andrés’ Einschätzung galt der Roman in China als „second-rate fiction“, also als zweitklassige Belletristik, und drohte im Wandel des literarischen Geschmacks ganz vergessen zu werden. Durch die englische Übersetzung wuchs wieder das Interesse und verhalf dem Roman zu „life and fame“.
Im aufgeklärten Europa war man offenbar erstaunt über die gebildeten und emanzipierten chinesischen Romanhelden, zumal man wenige Informationen über die Menschen dieses fernen Landes hatte. So schrieb Friedrich Schiller in einem Brief, der Roman habe „so viel Vortreffliches“ und sei „ein einziges Produkt in seiner Art“. Er plante 1800, die Übersetzung v. Murrs nachzuerzählen, kam aber über drei Seiten nicht hinaus. Vielleicht hat ihn jedoch, worauf viele amazonenhafte Charakterähnlichkeiten hinweisen, die weibliche Heldin zur Nachdichtung von Carlo Gozzis Turandot, fiaba chinese teatrale comica (1762) angeregt: Turandot, Prinzessin von China (1801).
Eckermann berichtet über ein Gespräch mit Goethe am 31. Januar 1827, in dem ihm dieser von der Lektüre des chinesischen Romans erzählte: „Die Menschen denken, handeln und empfinden fast ebenso wie wir, und man fühlt sich sehr bald als ihresgleichen, nur daß bei ihnen alles klarer, reinlicher und sittlicher zugeht.“